# Pozuel del Campo

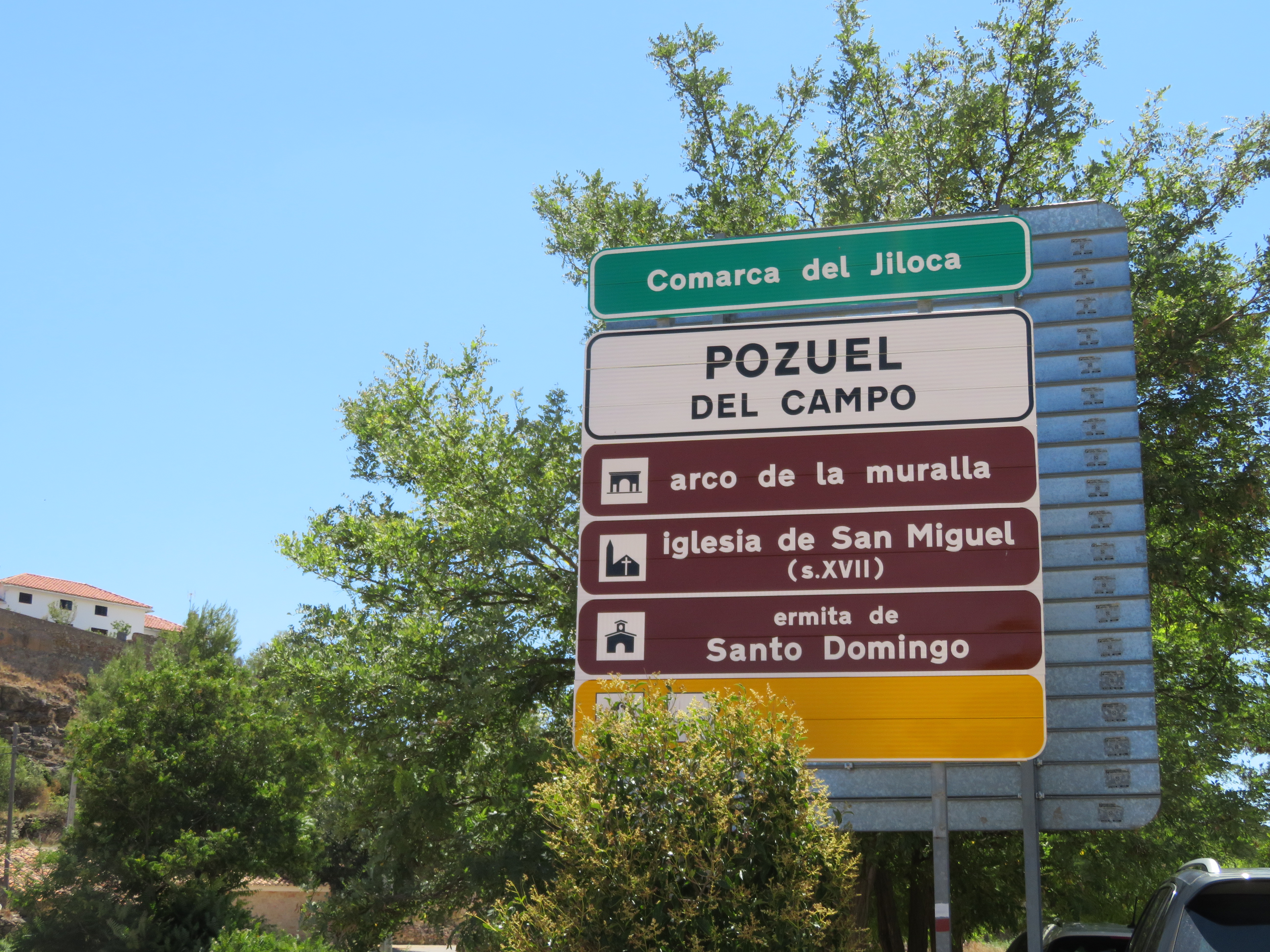
Pozuel del Campo

Pozuel del Campo ist ein Ort und eine Gemeinde (municipio) mit nur noch 66 Einwohnern (Stand: 2024) im äußersten Norden der Provinz Teruel in der autonomen Region Aragonien im östlichen Zentrum von Spanien. Die Gemeinde gehört zur bevölkerungsarmen Serranía Celtibérica.

## Weblinks

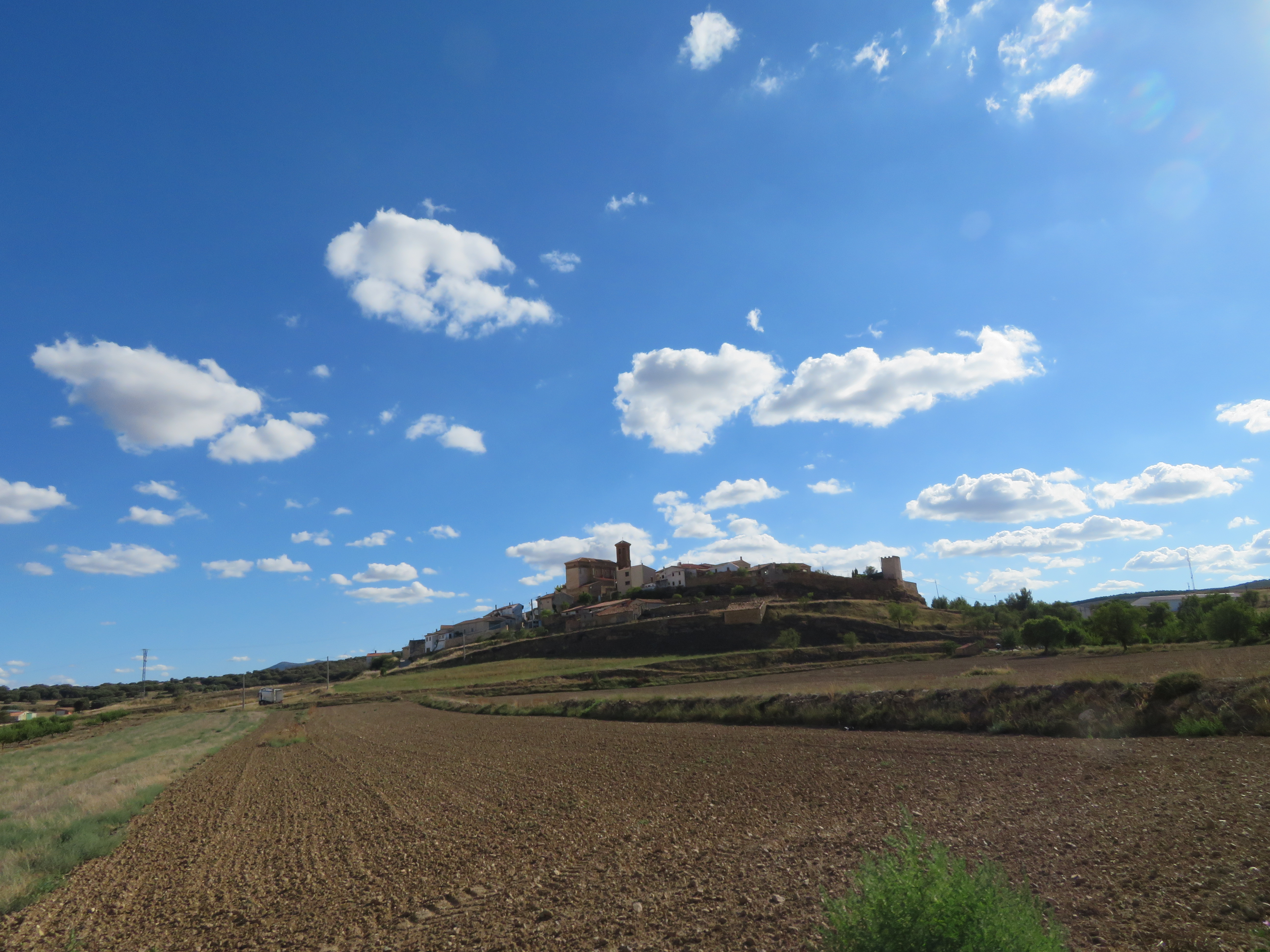
Pozuel del Campo

## Lage und Klima
Pozuel del Campo liegt in den Bergen der Sierra de Cucalón in ca. 1130 m Höhe und ist ca. 60 km (Fahrtstrecke) in nordnordwestlicher Richtung von der Provinzhauptstadt Teruel entfernt. 
Das Klima ist trotz der Höhenlage gemäßigt bis warm; Regen (492 mm/Jahr) fällt übers Jahr verteilt.

## Bevölkerungsentwicklung
| Jahr      | 1970 | 1981 | 1991 | 2001 | 2011 | 2021 |
| Einwohner | 318  | 179  | 148  | 112  | 89   | 59   |

## Sehenswürdigkeiten
- Michaeliskirche
- Dominikuskapelle

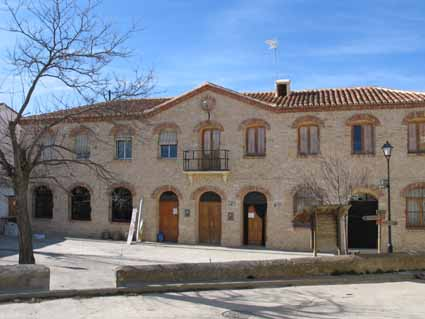
Rathaus